# Heidi Preuss
Heidi E. Preuss (Laconia, 18 marzo 1961) è un'ex sciatrice alpina statunitense, vincitrice della Can-Am Cup nel 1977.

## Biografia
Sciatrice polivalente originaria di Lakeport, la Preuss ottenne i primi successi in carriera in Can-Am Cup nella stagione 1976-1977, quando vinse sia la classifica generale, sia quelle di slalom gigante e di slalom speciale; fece parte della nazionale statunitense dal 1979 al 1983. In Coppa del Mondo ottenne il primo piazzamento l'8 febbraio 1979 a Maribor in slalom speciale (21ª) e come migliori risultati quattro quarti posti: il 19 marzo 1979 a Furano in slalom gigante, il 5 dicembre 1979 a Val-d'Isère in discesa libera, il 16 gennaio 1980 ad Arosa in combinata e il 20 gennaio 1980 a Bad Gastein in discesa libera. Ai XIII Giochi olimpici invernali di Lake Placid 1980, sua unica presenza olimpica, si classificò 4ª nella discesa libera e 17ª nello slalom gigante; l'ultimo piazzamento della sua carriera agonistica fu il 13º posto ottenuto nello slalom speciale di Coppa del Mondo disputato a Les Diablerets il 30 gennaio 1983.

## Palmarès

### Coppa del Mondo
- Miglior piazzamento in classifica generale: 12ª nel 1980

### Can-Am Cup
- Vincitrice della Can-Am Cup nel 1977[1]
- Vincitrice della classifica di slalom gigante nel 1977[1]
- Vincitrice della classifica di slalom speciale nel 1977[1]

### Campionati statunitensi
- 1 medaglia (dati parziali):
  - 1 argento (slalom speciale[1] nel 1977)